# 얼해화
《얼해화》(중국어: 孽海花)는 중국 작가 쩡푸의 소설이다. 
<얼해화>라는 작품을 기획하고 먼저 창작에 착수한 사람은 진쑹천이었다. 중국교육회가 출범할 때, 진쑹천은 차이위안페이 등과 더불어 이 단체의 창립 발기인이었는데, 중국교육회는 공화제 혁명 이념을 고취하기 위해 조직된 단체였다. 그는 평생 동안 공화 혁명에 종사했는데, 장쑤동향회의 요청으로 <얼해화>를 구상하게 되어, 도쿄에서 출판되고 있던 ＜장쑤＞ 제8기에 제1, 2회를 발표했으며, 그 얼마 후 창작을 쩡푸에게 위임했다. 쩡푸는 청나라가 망국의 위기에 직면한 격변기를 살면서 통치 계층의 부패 무능과 전제 체제를 비판하고, 제국주의 열강의 침략에 항거했으며, 새로운 사상을 적극적으로 수용한 진보적 지식인이었다.
쩡푸는 진쑹천에게서 <얼해화>의 창작을 위임받은 뒤 1904년 겨울 동안 제20회까지를 썼고, 제1회부터 제10회까지를 ‘초집’으로, 제11회부터 제20회까지를 ‘이집’으로 묶어 1905년에 소설림서사에서 출판했다. 제21회부터 제25회까지는 1907년과 1908년에 걸쳐 잡지 ＜소설림＞에 발표했는데, 이 다섯 회분은 수정된 원고를 1927년 11월부터 잡지 ＜진미선＞에 다시 발표했다. 나머지 제26회부터 제35회까지도 모두 ＜진미선＞에 발표했다. 마지막 회인 제35회를 1930년에 탈고했기 때문에 ≪얼해화≫는 장장 27년에 걸쳐 쓰인 셈이 되었다. 원래는 총 60회로 구성할 예정이었지만 완성하지 못했고, 단속적으로 쓰는 동안 최초의 구상을 바꾸거나 이미 발표한 부분을 수정하기도 하면서 지금의 35회본을 남기게 되었다. 1905년에서 1906년 사이에만 열다섯 차례의 재판을 거듭하면서 5만여 부가 판매될 정도로 대단한 인기를 누렸다.
‘얼해’는 ‘죄악의 세계’, ‘숱한 죄업’ 등으로 해석될 수 있는 단어인데, 작가는 작품의 제1회에서 ‘얼해’를 ‘노예들의 낙원’이 위치한 ‘바다’로 설정함으로써, 낙후한 중국의 현실을 반영하겠다는 창작 의도를 표명했다. 아편전쟁 이후, 중국은 갈수록 심해지는 제국주의 열강의 수탈에 시달리게 되었고, 그에 따라 국민들의 불만과 위기의식도 고조되었으며, 이러한 감정과 의식이 문학 작품에 표현되기 시작했다. 그리하여 민간 문학 작품이든 지식인의 창작물이든지를 막론하고, 중국의 위기 상황을 반영하는 작품들이 많아지게 되었다. 소설도 예외는 아니어서, 각성한 작가들은 자신의 작품으로써 변혁을 도모한다는 사명을 자임했는데, 소설이 계몽의 수단으로 의식되었기 때문에, 관료의 부패, 제국주의의 침략, 외국 자본의 횡포 등 부정적인 사회 현상들이 비판적 사실주의를 통해 작품에 담겼으며, 풍자가 주된 표현 기법으로 채용되었다. 이러한 청 대 말기의 사회 비판적 소설을 루쉰은 ‘꾸짖는 소설’이라는 의미의 ‘견책소설’로 칭했는데, 이는 그 어투가 유달리 신랄하고 직설적이었기 때문이었다. 이 책은 이러한 계열에 속하는 작품이며, ‘청 말 4대 견책소설’ 중의 하나로 꼽힌다. 

## 서지 정보
- 위행복 역, 2009년, 지식을만드는지식[깨진 링크(과거 내용 찾기)] ISBN 978-89-6406-206-7